# Ардатовка
Арда́товка (рос. Ардатовка, башк. Арҙат) — присілок у складі Туймазинського району Башкортостану, Росія. Входить до складу Какрибашевської сільської ради.
Населення — 47 осіб (2010; 18 у 2002).
Національний склад:
- росіяни — 78 %